# Vitor Ishiy
Vitor Ishiy (São Paulo, 22 de setembro de 1995) é um mesatenista brasileiro. Chegou a ser número 45 do mundo em maio de 2025, e foi campeão no Pan-Americano de Tênis de Mesa de 2019.

## Carreira

### 2016-20
No Campeonato Latino-Americano de Tênis de Mesa de 2016, Ishiy conquistou duas medalhas de ouro em duplas mistas e por equipes, e dois bronzes em simples sub-21 e duplas. No Campeonato Mundial de Tênis de Mesa de 2017, participando das duplas mistas junto com Luca Kumahara, Ishiy venceu o 1º turno, mas foi eliminado no 2º turno. No Campeonato Pan-Americano de Tênis de Mesa de 2017, Ishiy conquistou três medalhas de ouro em duplas, duplas mistas e por equipes. Nos Jogos Sul-Americanos de 2018, conquistou três medalhas de ouro em simples, duplas mistas e equipes masculinas, e uma medalha de bronze em duplas masculinas. No Campeonato Pan-Americano de Tênis de Mesa de 2018, conquistou duas medalhas de ouro em duplas e por equipes.
O maior título individual de Ishiy foi o ouro no Campeonato Pan-Americano de Tênis de Mesa de 2019, realizado em Assunção, no Paraguai. Aos 23 anos, e estando em 121º lugar no ranking mundial, não estava entre os grandes favoritos e superou vários adversários tradicionais da América do Sul. Ishiy venceu o mandante Marcelo Aguirre (54º do mundo) nas oitavas de final, e o colombiano Alberto Mino (75º do mundo) nas quartas de final. Na semifinal enfrentou o compatriota Gustavo Tsuboi, 28º colocado do mundo, onde Ishiy estava perdendo por dois sets a zero, empatou a partida, perdeu o quinto set e novamente conseguiu empatar. O set decisivo foi muito disputado e decidido no final, a favor de Ishiy: 4 a 3 no placar (6/11, 10/12, 11/6, 11/7, 10/12, 11/3 e 11/ 9). Pouco mais de 70 minutos após o término da semifinal, enfrentou o argentino Gastón Alto, outro experiente atleta do Circuito Mundial, derrotando-o por 4 sets a 1, com parciais de (9-11, 11-3, 14-12 , 11-4 e 11-7) para ganhar a medalha de ouro. Nesta competição, também conquistou o ouro na modalidade de Equipe.
No Campeonato Mundial de Tênis de Mesa de 2019, Ishiy foi eliminado na 1ª rodada de simples. Nas duplas, Thiago Monteiro e Ishiy venceram a 1ª rodada e fizeram um jogo parelho na 2ª rodada, mas perderam para a dupla Yun-Ju Lin e Tai-Wei Wang, de Taipei, por 4 sets a 1 (5/11, 11/9, 11/9, 11/8 e 11/9).

### Jogos Olímpicos de 2020
Ishiy esteve nos Jogos Olímpicos de Verão de 2020, onde participou da seleção brasileira formada por ele, Hugo Calderano e Gustavo Tsuboi. Nas oitavas de final, venceu a Sérvia por 3 a 2, mas nas quartas de final foi eliminado pela Coreia do Sul por 3 a 0. A oitava posição foi a melhor da história do país, nesta modalidade.

### 2020-24
No Campeonato Pan-Americano de Tênis de Mesa de 2021, Ishiy, 63º colocado do mundo, chegou às semifinais onde enfrentou o melhor tenista de mesa das Américas de todos os tempos, Hugo Calderano, número 5 do mundo no momento, e acabou eliminado por 4 sets a 0, porém, terminando com a medalha de bronze. Na mesma competição, conquistou o ouro nas duplas mistas, na modalidade Time, e o bronze nas duplas.
No Campeonato Mundial de Tênis de Mesa de 2021, Ishiy participou da chave de simples, sendo eliminado na 2ª rodada por Quadri Aruna, que chegou às quartas de final da competição. Participou também das duplas masculinas e duplas mistas, sendo eliminado na 1ª rodada de ambas.
No Campeonato Pan-Americano de Tênis de Mesa de 2022, Ishiy conquistou duas medalhas de ouro em duplas mistas e por equipes, e um bronze em duplas.
Após o bronze do Pan de 2022, Ishiy chegou a ser número 51 do mundo no ranking da ITTF, seu melhor até o momento.
No Campeonato Mundial de Tênis de Mesa de 2023, Ishiy e Takahashi participaram como cabeças-de-chave No.11 nas duplas mistas, onde foram eliminados na 2ª rodada pela dupla de Singapura. Ishiy também participou das Duplas masculinas junto com Eric Jouti, também sendo eliminado na 2ª rodada.
No Campeonato Pan-Americano de Tênis de Mesa de 2023, em Havana, a seleção brasileira formada por Ishiy, Hugo Calderano, Eric Jouti e Guilherme Teodoro conquistou o ouro. Com isso, Ishiy, Hugo Calderano e Eric Jouti conquistaram a vaga para defender a seleção brasileira nos Jogos Olímpicos de Paris 2024. Nesta competição, Ishiy também obteve a prata nas duplas mistas junto com Bruna Takahashi. Nas simples, Ishiy venceu o porto-riquenho Oscar Birriel por 4 sets a 3 na primeira rodada, mas depois perdeu para o chileno Nicolas Burgos por 4 sets a 2.
Nos Jogos Pan-Americanos de 2023, em Santiago, Ishiy conquistou o ouro por equipes com Calderano e Eric Jouti, e a prata nas duplas mistas com Bruna Takahashi. Com isso, conseguiu uma vaga para os Jogos Olímpicos de 2024 nas duplas mistas no tênis de mesa. Ishiy e Takahashi estavam em 11º lugar no ranking mundial de duplas mistas desta época. Ele também obteve uma prata nas duplas masculinas. Nas simples, Ishiy chegou à segunda rodada do Pan, mas foi eliminado pelo chileno Nicolás Burgos, segundo melhor tenista de mesa das Américas no ranking mundial, número 54 no mundo neste momento. 
Em 2024, Ishiy formou dupla permanente com Guilherme Teodoro. Eles chegaram às oitavas de final dos Grand Smashs de Singapura e da Arábia Saudita. No WTT Contender do Rio de Janeiro, chegaram juntos às semifinais, obtendo a medalha de bronze. E, no WTT Contender de Mendoza, Argentina, chegaram à final, obtendo a medalha de prata, alcançando a posição de 16ª melhor dupla do mundo. 

### Jogos Olímpicos de 2024
Nos Jogos Olímpicos de 2024, ele e Bruna Takahashi foram eliminados na estréia das duplas mistas por 4 sets a 2. Na chave de simples, ele venceu seu primeiro jogo em Olimpíadas, derrotando o australiano nº 38 do mundo Nicholas Lum por 4 sets a 0. Na segunda rodada, enfrentou Dimitrij Ovtcharov, duas vezes medalha de bronze nos Jogos Olímpicos, onde ele ainda venceu um set do alemão, mas acabou sendo eliminado por 4 a 1. Ele ainda participou da disputa por equipes, onde o Brasil igualou sua melhor colocação histórica em Olimpíadas, chegando às quartas de final. 

### 2024-presente
No Campeonato Pan-Americano de Tênis de Mesa de 2024, Ishiy foi vice-campeão, perdendo apenas para Hugo Calderano na final. Também obteve o bronze nas duplas.
Após a prata do Pan de 2024, Ishiy chegou a ser número 46 do mundo no ranking da ITTF em janeiro de 2025, o melhor ranking atingido em sua carreira.
No WTT Star Contender de Foz do Iguaçu, em agosto de 2025, chegou às oitavas de final. 

## Melhores resultados por tipo de torneio

### Simples
O melhor ranking de Ishiy em simples foi o de nº 45 do mundo em 2025.
- Campeonato Pan-Americano de Tênis de Mesa: Campeão (2019) [43]
- Jogos Pan-Americanos: Oitavas de final (2023) [27]
- WTT Contender: Oitavas de final (Tunis 2021, Rio 2023, Mendoza 2024) [44][45][46]
- WTT Star Contender: Oitavas de final (Foz do Iguaçu 2025) [47]
- Campeonato Mundial de Tênis de Mesa: Segunda rodada (2021) [18]
- Jogos Olímpicos: Segunda rodada (Paris 2024) [36]

### Duplas
Ishiy e Guilherme Teodoro alcançaram a posição de 12ª melhor dupla do mundo em janeiro de 2025. 
- Campeonato Pan-Americano de Tênis de Mesa: Campeão (2017, 2018) [8]
- Jogos Pan-Americanos: Vice-campeão (2023) [30]
- WTT Contender: Vice-campeão (Mendoza 2024) [34]
- WTT Star Contender: Oitavas de final (Doha 2024) [49]
- Smash: Oitavas de final (Singapura 2024, Saudi 2024) [31][32]
- Campeonato Mundial de Tênis de Mesa: Segunda rodada (2019, 2023) [50][51]

### Duplas mistas
Jogando com Bruna Takahashi, alcançaou a 11ª posição mundial nesta modalidade em 2023.
- Campeonato Pan-Americano de Tênis de Mesa: Campeão (2017, 2021, 2022) [53]
- Jogos Pan-Americanos: Vice-campeão (2023) [54]
- WTT Contender: Medalha de Bronze (Túnis 2022) [55]
- WTT Star Contender: Quartas de Final (Doha 2021) [56]
- Grand Smash: Oitavas de Final (Singapura 2024)[57]
- Campeonato Mundial de Tênis de Mesa: Segunda rodada (Dusseldorf 2017, Durban 2023) [58][59]
- Jogos Olímpicos: Oitavas de final (Paris 2024) [60]

### Time
De abril de 2021 a junho de 2023, o time do Brasil era o 6º melhor do mundo.
- Campeonato Pan-Americano de Tênis de Mesa: Campeão (2017, 2018, 2019, 2021, 2022, 2023)[64]
- Jogos Pan-Americanos: Campeão (2023) [65]
- Copa do Mundo de Tênis de Mesa: Quartas de final (Tóquio 2019) [66]
- Campeonato Mundial de Tênis de Mesa: Oitavas de final (Chengdu 2022) [67]
- Jogos Olímpicos: Quartas de final (Tóquio 2020, Paris 2024) [68][38]